# Liste des cathédrales du Ghana
Cet article recense les cathédrales du Ghana.

## Liste

### Catholicisme
- Cathédrale du Saint-Esprit d'Accra
- Cathédrale Saint-François-de-Sales de Cape Coast
- Cathédrale Sainte-Anne de Damongo
- Cathédrale Saint-François-Xavier de Donkorkrom
- Cathédrale Saint-Antoine-de-Padoue de Goaso
- Cathédrale du Sacré-Cœur d'Ho (en)
- Cathédrale Saint-Pierre-Claver de Jasikan
- Cathédrale du Christ-Roi de Keta-Akatsi
- Co-cathédrale Saint-Michel de Keta-Akatsi
- Cathédrale Saint-Georges de Koforidua
- Cathédrale Saint-Paul de Konongo–Mampong
- Co-cathédrale Saint-Gabriel de Konongo–Mampong
- Basilique-cathédrale Saint-Pierre de Kumasi
- Basilique-cathédrale Notre-Dame-des-Sept-Douleurs de Navrongo–Bolgatanga
- Co-cathédrale du Sacré-Cœur de Navrongo–Bolgatanga
- Cathédrale Saint-Thomas d'Obuasi
- Cathédrale Notre-Dame-de-la-Mer de Sekondi–Takoradi
- Cathédrale du Christ-Roi de Sunyani
- Cathédrale Notre-Dame-de-l'Annonciation de Tamale
- Cathédrale Saint-Paul de Techiman
- Cathédrale Saint-André de Wa
- Cathédrale Saint-Joseph de Wiawso
- Cathédrale Notre-Dame-de-Lourdes de Yendi

### Anglicanisme
- Cathédrale de la Sainte-Trinité d'Accra
- Cathédrale Saint-Michel-et-de-Tous-les-Anges de Mampong
- Cathédrale du Christ de Cape Coast
- Cathédrale Saint-Georges-Martyr de Ho
- Cathédrale Saint-Cyprien de Kumasi
- Cathédrale de l'Ascension de Wiawso
- Cathédrale Mémorial de l'évêque Agliomby de Tamale
- Cathédrale Saint-André de Sekondi
- Cathédrale Saint-Anselme de Sunyani
- Cathédrale Saint-Pierre de Koforidua
- Cathédrale Saint-Antoine-de-Padoue de Dunkwa-on-Offin

### Orthodoxie
- Cathédrale de la Sainte-Transfiguration d'Accra